# Auditorio de Tenerife

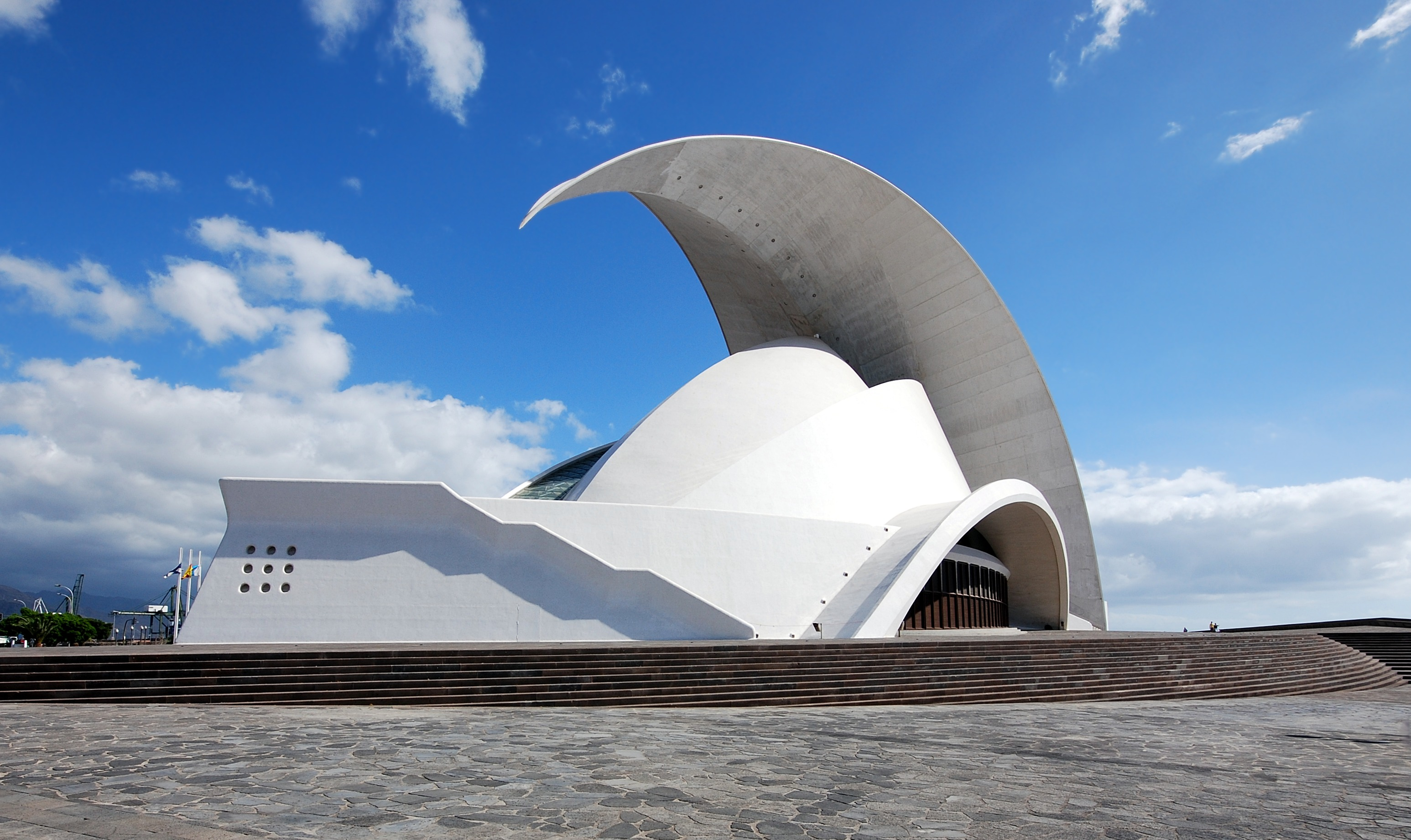
Auditorio de Tenerife

Das Auditorio de Tenerife (‚Auditorium von Teneriffa‘; seit 2011 offiziell Auditorio Adán Martín Menis) ist eine Kongress- und Konzerthalle in Santa Cruz de Tenerife. Das Gebäude wurde vom spanischen Architekten Santiago Calatrava entworfen. Es wird teilweise als Wahrzeichen der Hauptstadt der Insel Teneriffa angesehen.

## Geschichte und Nutzung

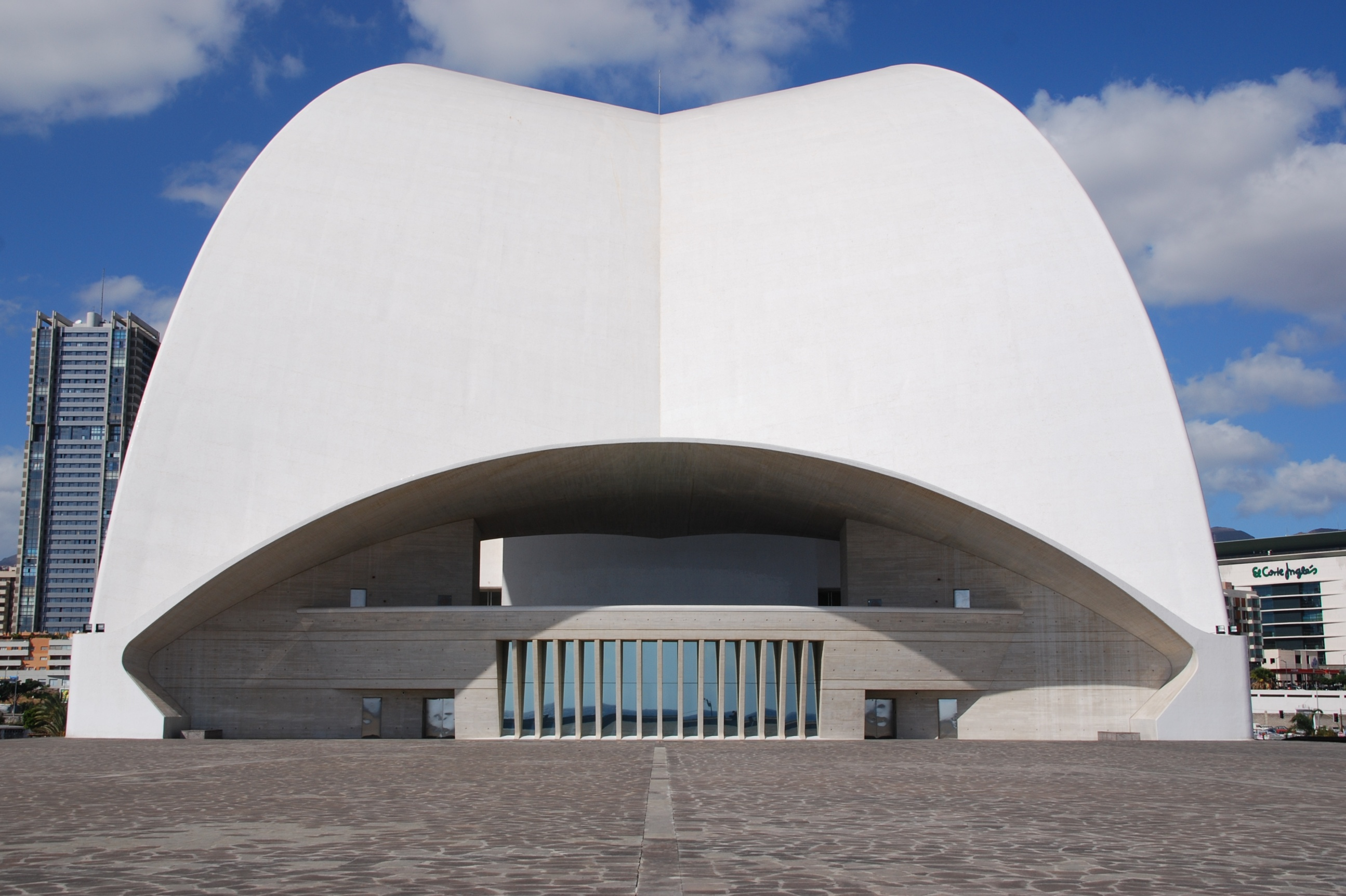
Rückseite des Auditorio de Tenerife

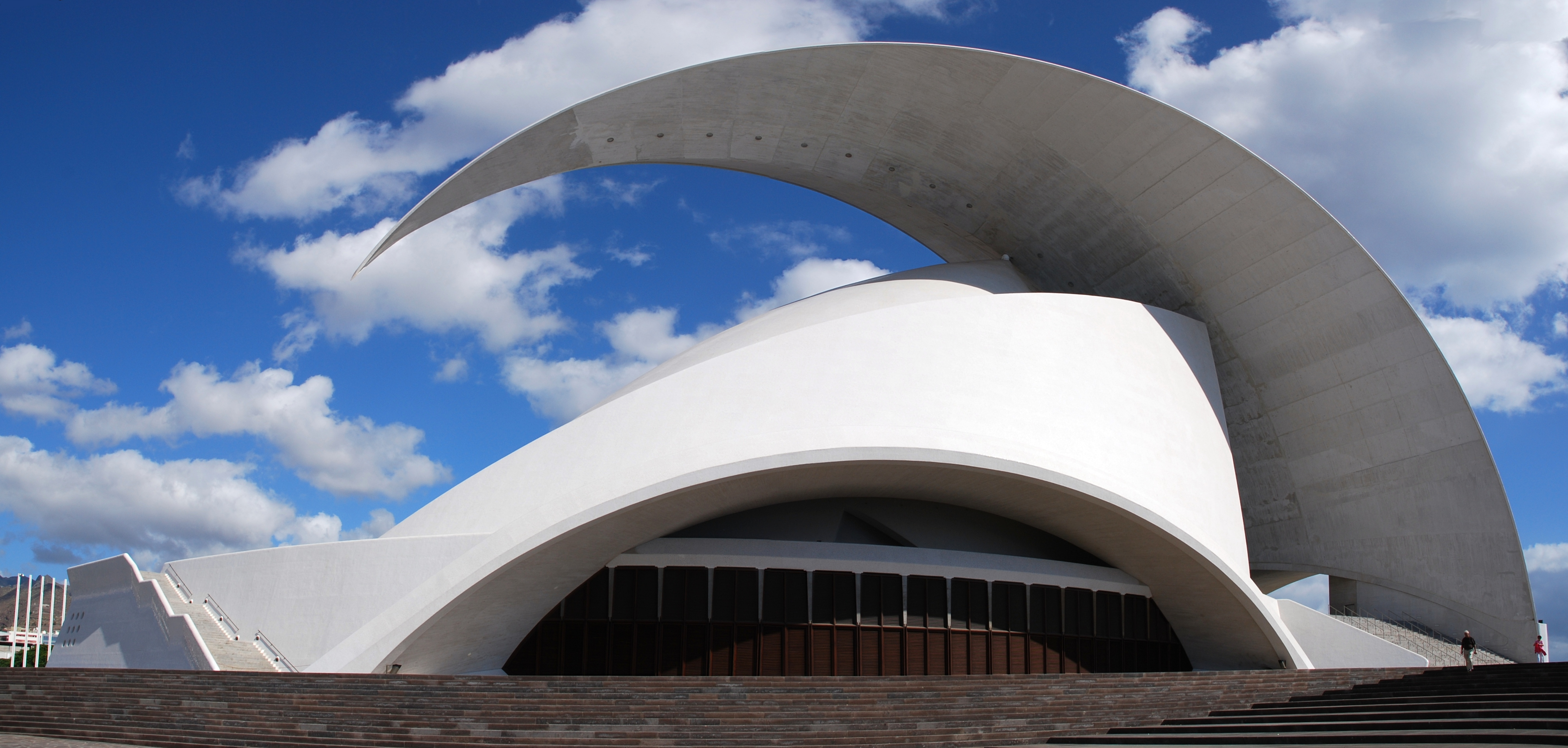
Ansicht von Westen: In der bugförmigen Nordterrasse befindet sich der kleine Saal, im hinteren Teil das große Auditorium

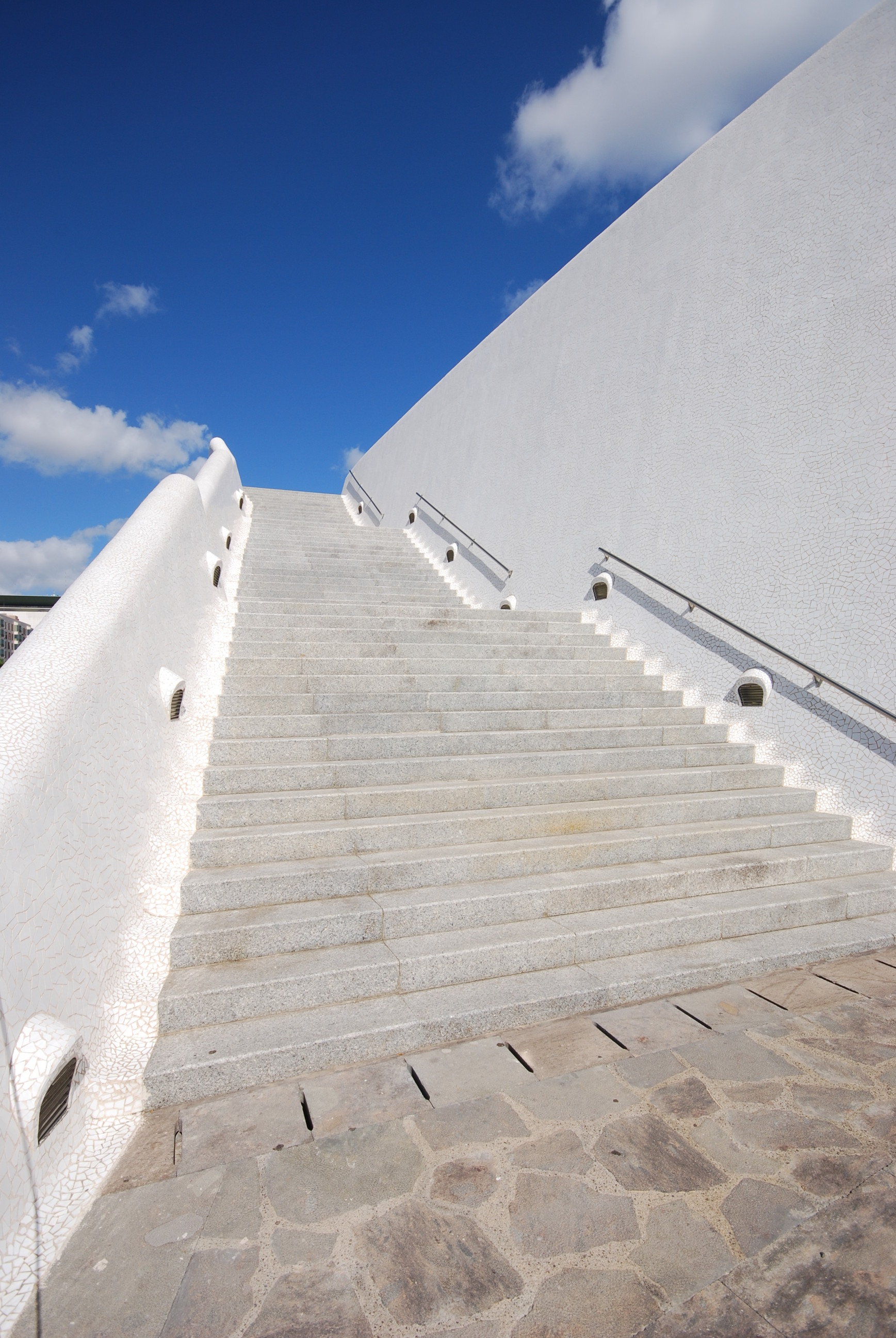
Treppenaufgang

Die Idee zur Errichtung einer Konzerthalle auf Teneriffa geht zurück bis ins Jahr 1970. Neben der Frage der Finanzierung war über lange Zeit auch die Standortfrage ungeklärt. 1979 wurde zunächst der Architekt Antonio Fernández Alba beauftragt ein entsprechendes Gebäude zu entwerfen, welches aber nicht realisiert wurde. Nachdem bisher die südlich der Altstadt von Santa Cruz gelegene Ölraffinerie das Stadtviertel Los Llanos geprägt hatte, begann hier in den 1980er Jahren ein völliger Stadtumbau. Neben Hochhäusern und Einkaufszentren entstand in diesem Viertel auch eine von Santiago Calatrava entworfene Messehalle.
Zwischen diesem neu gestalteten Stadtteil und dem Hafen fand man schließlich den Bauplatz für das Auditorium. 1989 erhielt Santiago Calatrava den Auftrag zum Bau des neuen Kongress- und Konzerthauses. Der ursprünglich auf 30 Millionen Euro veranschlagte Bau kostete bis zur Fertigstellung 72 Millionen Euro. Am 26. September 2003 fand die feierliche Eröffnung des Gebäudes in Anwesenheit von Königin Sofia und Kronprinz Felipe statt. Das Eröffnungskonzert, dirigiert von Víctor Pablo Pérez, begann mit der Fanfarria Real des polnischen Komponist Krzysztof Penderecki. Darüber hinaus beinhaltete das Programm das 5. Klavierkonzert (Beethoven) und das Te Deum (Bruckner).
Das Auditorio de Tenerife von Santiago Calatrava war, anders als die Planungen früherer Architekten, von Beginn an als Konzert- und Kongresshalle gedacht. Es ist die Heimat des Orquesta Sinfónica de Tenerife, eines der besten spanischen Sinfonieorchester. Jährlich im Januar und Februar finden hier Veranstaltungen im Rahmen des Festival de Música de Canarias statt. Durch gelegentliche Operngastspiele und die architektonische Ähnlichkeit mit dem Opernhaus von Sydney wird das Auditorium auch teilweise „Opernhaus von Teneriffa“ genannt. 2008 widmete die Spanische Post in ihrer Briefmarkenserie Arquitectura dem Gebäude eine Marke zu 31 Cent. Seit dem 28. Januar 2011 trägt das Gebäude die offizielle Bezeichnung Auditorio Adán Martín Menis und ehrt damit den kanarischen Politiker Adán Martín Menis.

## Beschreibung und Architektur
Das Gebäude befindet sich auf einem 2,1 Hektar großen Grundstück, direkt am Atlantik im Küstenviertel Cabo Llanos zwischen dem Hafen von Santa Cruz de Tenerife und dem von César Manrique entworfenen Parque Maritimo. Das segmentförmige Grundstück des Gebäudes selbst beträgt 13.200 Quadratmeter. Das Auditorio wird von einem 16.289 Quadratmeter großen Platz (Plaza Alisios) umgeben. Dieser Platz dient auch für Open-Air-Veranstaltungen. Die Geschossfläche inklusive des 1200 Quadratmeter großen Foyers und der beiden Säle weist 6300 Quadratmeter auf.
Der 60 Meter breite Sockel schwingt sich sichelförmig bis 57 Meter hoch und endet nach etwa 100 Metern in einer Spitze über dem hauben- oder muschelförmigen Dach des Gebäudes. Das Bauwerk befindet sich auf einem abgetreppten Sockel, in welchem technische Einrichtungen und Umkleideräume untergebracht sind. Diese Betonsichel hat keine eigentliche Funktion und wird nur zur Beleuchtung des Konzertgebäudes von oben genutzt. Die Außenhaut des Gebäudes ist mit Trencadís verkleidet. Die Millionen Bruchstücke weißer Kacheln verleihen dem Gebäude seine strahlende Wirkung und sind eine Referenz auf den katalanischen Architekten Antonio Gaudi, der diese Technik beispielsweise im Park Güell verwendet hatte. Die Gestaltung des Sockelgeschosses zeigt Parallelen zu Erich Mendelsohns Einsteinturm in Potsdam, während die Gesamtwirkung und die exponierte Lage am Hafen an das von Jørn Utzon entworfene Opernhaus in Sydney erinnern. In der Literatur wird die Architektur des Gebäudes häufig mit einer Welle oder einem Segelboot in Verbindung gebracht.
Im Inneren des Gebäudes befinden sich zwei Veranstaltungssäle, welche sich ein Foyer teilen. Der große Saal (sala principal o Sinfónica) bietet 1658 Zuschauern Platz, während der kleine Saal (sala de Cámara) für 428 Besucher vorgesehen ist. Die Bühne des großen Saals ist 16 Meter tief und 7 Meter breit und verfügt über drei autarke Plattformen; zwei für das Orchester und eine für die Bühnenmaschinerie.
Beide Säle sind wegen ihrer Akustik und der guten Sichtverhältnisse für viele Veranstaltungen geeignet. Ein Vestibül zwischen dem Durchgang und dem kleinen Kammermusiksaal dämpft akustisch und umgibt diesen. Daneben befinden sich verschiedene kleinere Hallen und Räume, ein Parkhaus und einen Trakt für das Orchestermanagement sowie Lagerräume.

## Konzertorgel

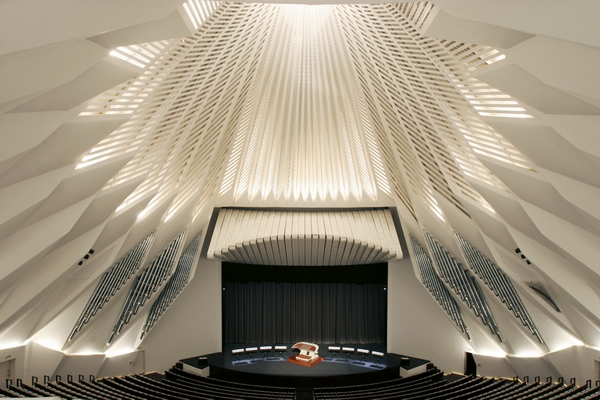
Blancafort-Orgel von 2005

Seit Dezember 2005 verfügt der große Saal über eine Orgel. Das Instrument wurde nach Plänen von Jean Guillou von der Orgelbaufirma Blancafort Orgueners de Montserrat (Montserrat, Spanien) errichtet. Die Orgelpfeifen passen sich der inneren Gebäudegeometrie an und bilden eine Fortsetzung der länglichen Bögen.
Die Orgel umfasst acht Teilwerke, die sich in einer Distanz von 20 Metern von einer Saalseite bis zur anderen verteilen und damit einen Raumklang entstehen lassen.
Einschließlich des Portativ-Werkes verfügt die Orgel über 68 Register (3.835 Pfeifen). Sie lässt sich vom Generalspieltisch anspielen (vier Manuale und Pedal).
Zusätzlich dazu gibt es acht weitere Spieltische mit je einem Manual, von denen jedes nur eines der acht Orgelwerke ansteuert. Insgesamt können somit zehn Organisten zusammen musizieren, wobei der Organist am Hauptspieltisch die Funktion des „Dirigenten“ aller weiteren Spieler übernimmt, und vor allem auch die Registrierung der einzelnen Teilwerke bestimmen kann.
Eine weitere Besonderheit des Instrumentes sind die Chamaden-Register (spanischen Trompeten), die im Raum nicht immer sichtbar sein sollen, sondern nur bei Nutzung der Orgel. Sie sind in zwei Blöcken, d. h. je einem auf jeder Seite des Saals untergebracht. Mit Einschalten der Orgel werden diese Blöcke (jeweils mit einem Gewicht von ca. 400 kg) mit Hilfe einer Automatik in den Saal ausgefahren.
| I Positivo C–c4   |        |
| Flauta chimenea 0 | 8′     |
| Camusado          | 4′     |
| Docena            | 2 ⁄3′  |
| Quincena          | 2′     |
| Decisetana        | 1 3⁄5′ |
| Ventidosena       | 1′     |
| Cimbala III 0     | 1′     |
| Cromorno          | 8′     |
| Trémolo           |        |

| II Organo Mayor C–c4 |        |
| Principal            | 16′    |
| Flautado             | 08′    |
| Octava               | 04′    |
| Lleno IV-V           | 02 ⁄3′ |
| Bombarda             | 16′    |
| Trompeta real        | 08′    |

| II Gran Coro C–c4 |        |
| Flauta mayor      | 8′     |
| Tercia            | 3 1⁄5′ |
| Septima           | 2 ⁄7′  |
| Quincena          | 2′     |
| Novena            | 1 7⁄9′ |
| Corneta II-V 0    | 8′     |

| III Expressivo C–c4 |     |
| Violon              | 16′ |
| Gamba               | 08′ |
| Unda maris          | 08′ |
| Lleno IV            | 02′ |
| Fagot               | 16′ |
| Hautbois            | 08′ |
| Voz humana 0000     | 08′ |
| Arpa                |     |
| Trémolo             |     |

| III Recitativo C–c4 |        |
| Principal           | 8′     |
| Corno de noche      | 8′     |
| Flautado cónica     | 4′     |
| Larigot             | 1 ⁄3′  |
| Carillon I          | 1 3⁄5′ |
| Carillon II         | 1′     |
| Trompeta armonica   | 8′     |
| Clarin armonica     | 4′     |
| Trémolo             |        |

| IV Solo C–c4      |         |
| Flauta armonica   | 08′     |
| Flauta octaviante | 04′     |
| Nasardo armonica  | 02 ⁄3′  |
| Tercia armonica   | 01 3⁄5′ |
| Piccolo armonica  | 01′     |
| Clarinete         | 16′     |
| Trompeta          | 08′     |
| Trémolo           |         |

| Chamada C–c4      |     |
| Dulciana 00000000 | 16′ |
| Oboe              | 08′ |
| Orlos             | 08′ |

| Batalla C–c4        |     |
| Magna               | 16′ |
| Trompeta de batalla | 08′ |
| Bajóncillo          | 04′ |

| Portativo C–c4     |    |
| Violon             | 8′ |
| Tapadillo          | 4′ |
| Quincena 000000000 | 2′ |
| Regal              | 8′ |

| Pedal C–g1         |         |
| Grave (akustico) 0 | 32′     |
| Contrabajo         | 16′     |
| Subbajo            | 16′     |
| Principal          | 16′     |
| Gran Quinta        | 10 2⁄3′ |
| Contras            | 08′     |
| Bajo               | 08′     |
| Tiorba III         | 06 2⁄5′ |
| Coral              | 04′     |
| Flautin            | 02′     |
| Bombarda           | 16′     |
| Fagot              | 16′     |
| Trompeta           | 08′     |
| Bajón              | 08′     |
| Chirimía           | 04′     |

- Koppeln:
  - Normalkoppeln: I/II, II/II, IV/II, I/P, II/P, III/P, IV/P
  - diverse Sub- und Superoktavkoppeln
- Spielhilfen: Elektronische Setzeranlage, Crescendowalze, Replay-System.

## Einordnung in das Werk des Architekten
Das Auditorium ist Santiago Calatravas erstes Gebäude für darstellende Künste. Der 1951 in Valencia geborene Architekt war bis zur Auftragsvergabe für das Auditorium vor allem wegen seiner kühnen Konstruktion der Puente del Alamillo in Sevilla aufgefallen. Neben weiteren Brückenbauten folgten Bahnhöfe, Hochhäuser und Museen. Zu seinen bekanntesten Arbeiten zählen entsprechend die Neugestaltung des U-Bahnhofes am New Yorker Ground Zero sowie das Olympiastadion für die Spiele 2004 in Athen. Zwischenzeitlich erhielt er Aufträge für den Bau einer Konzerthalle für das Atlanta Symphony Orchestra und hat die Oper von Valencia realisiert.

## Galerie

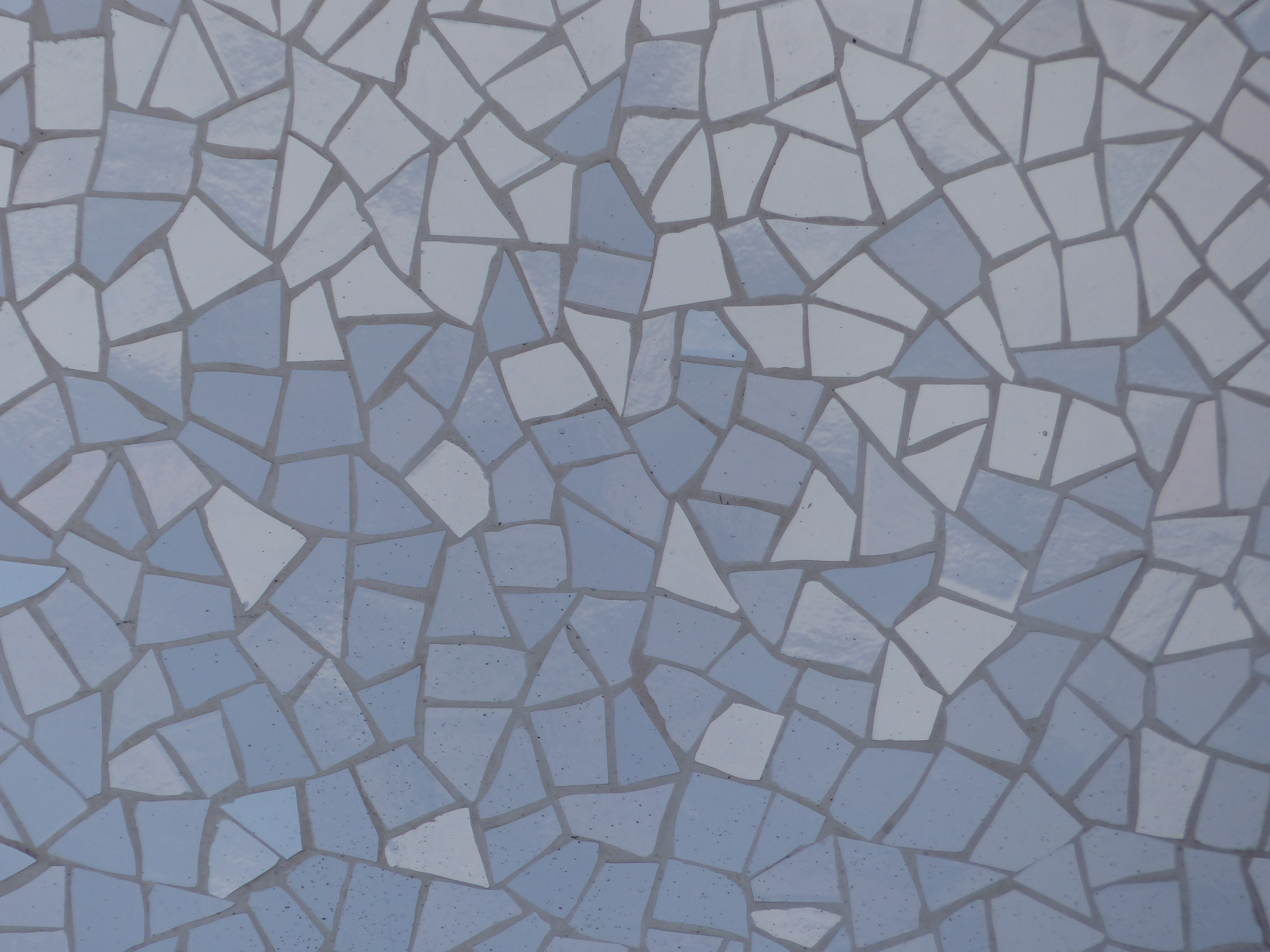
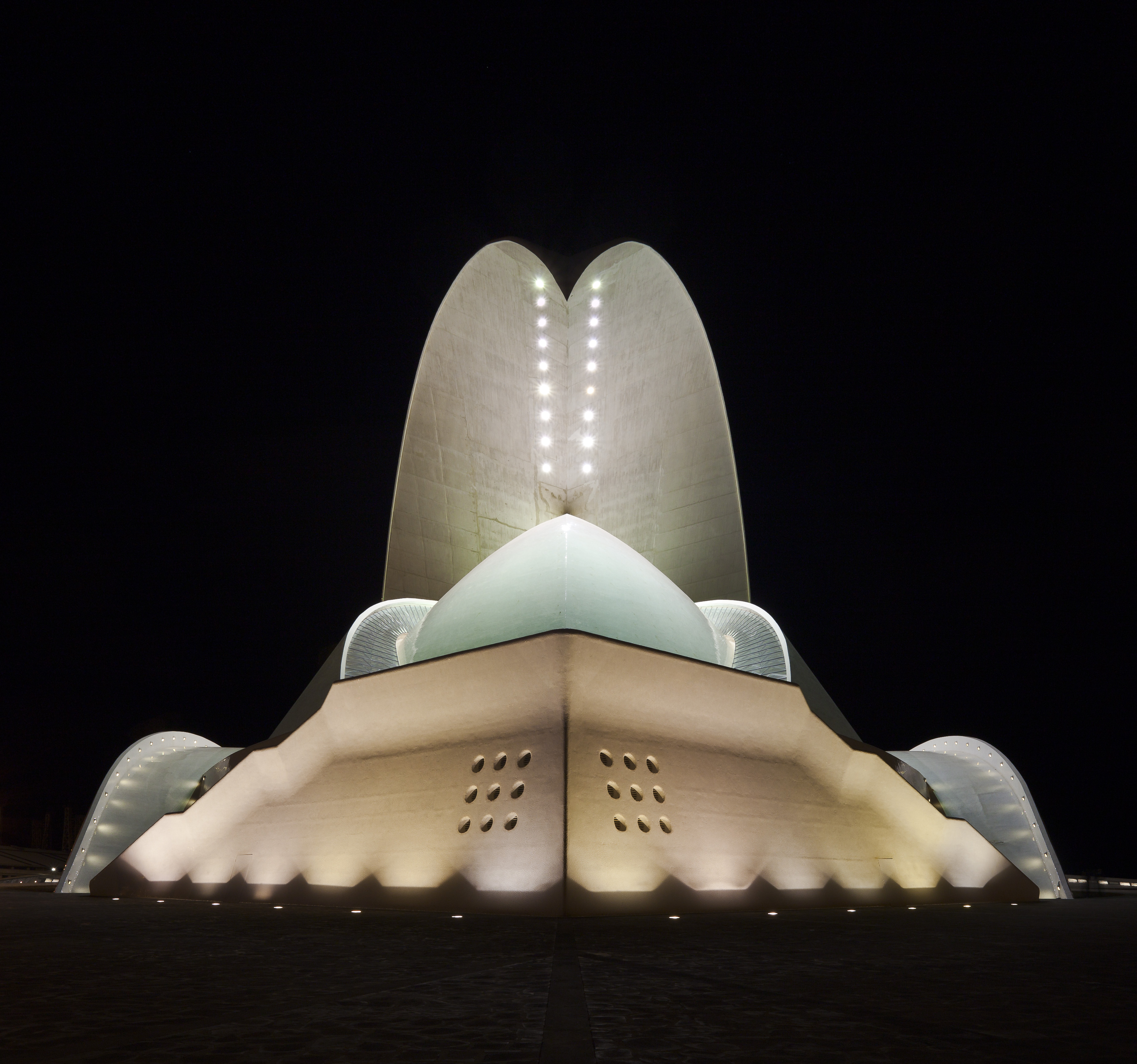
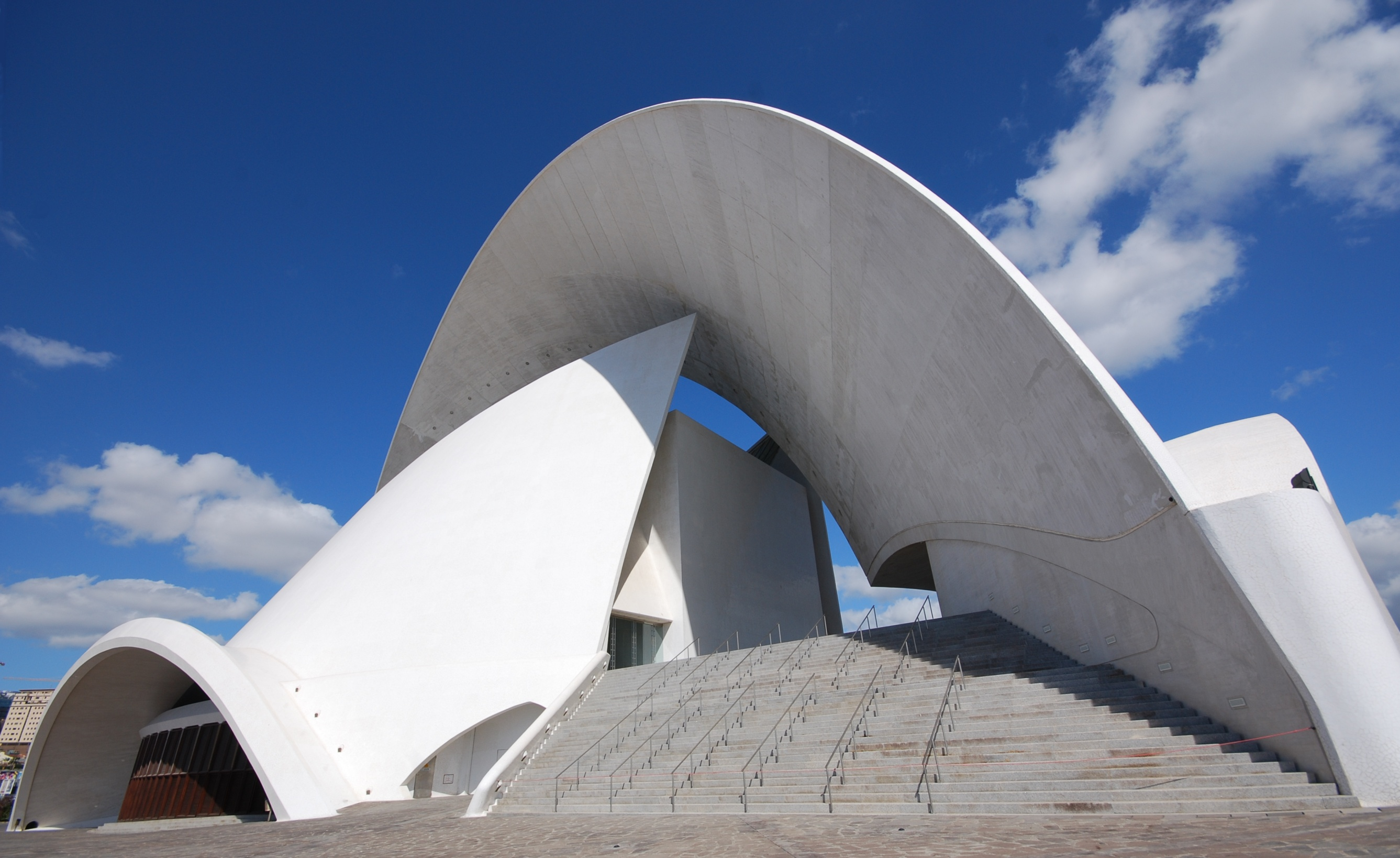
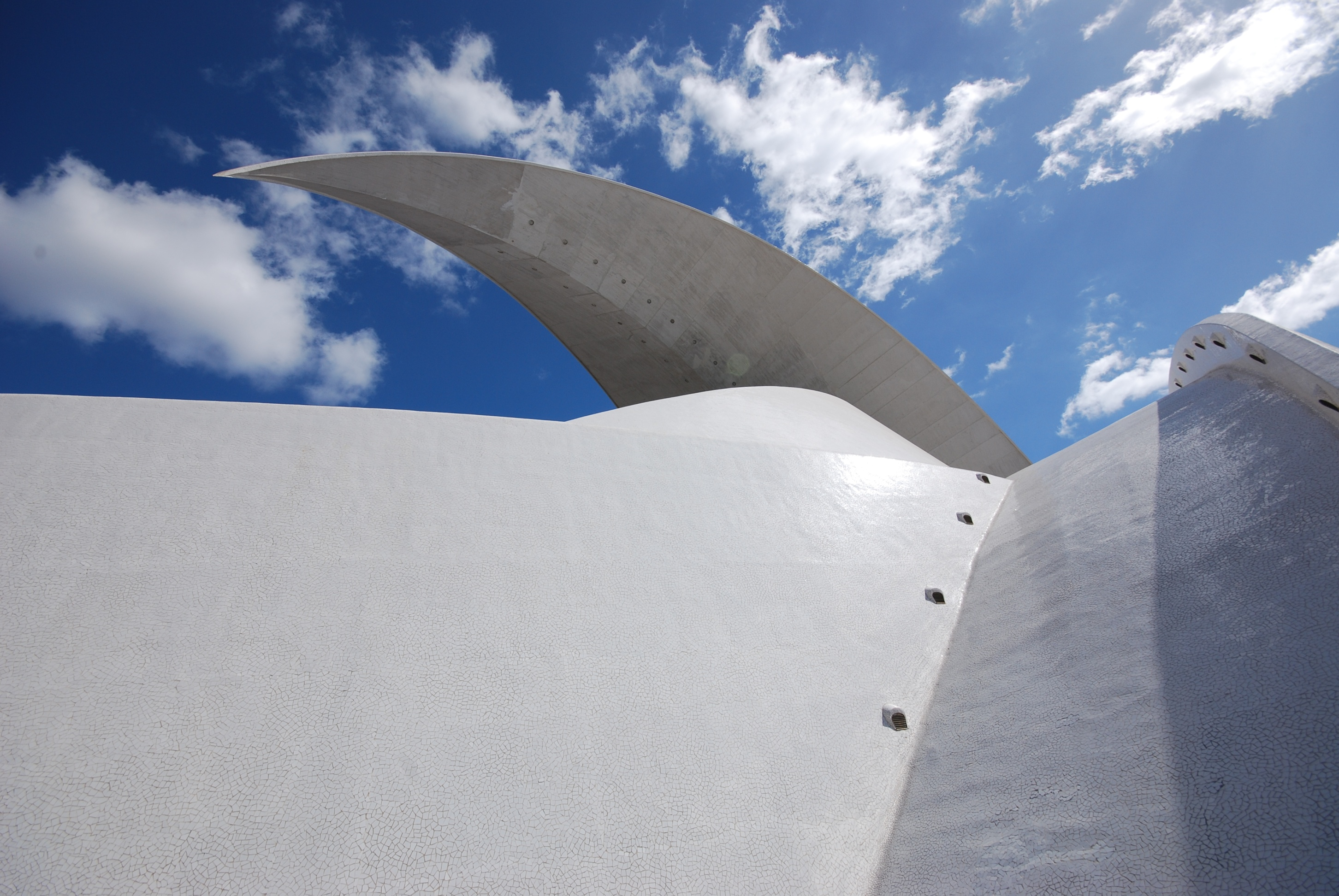
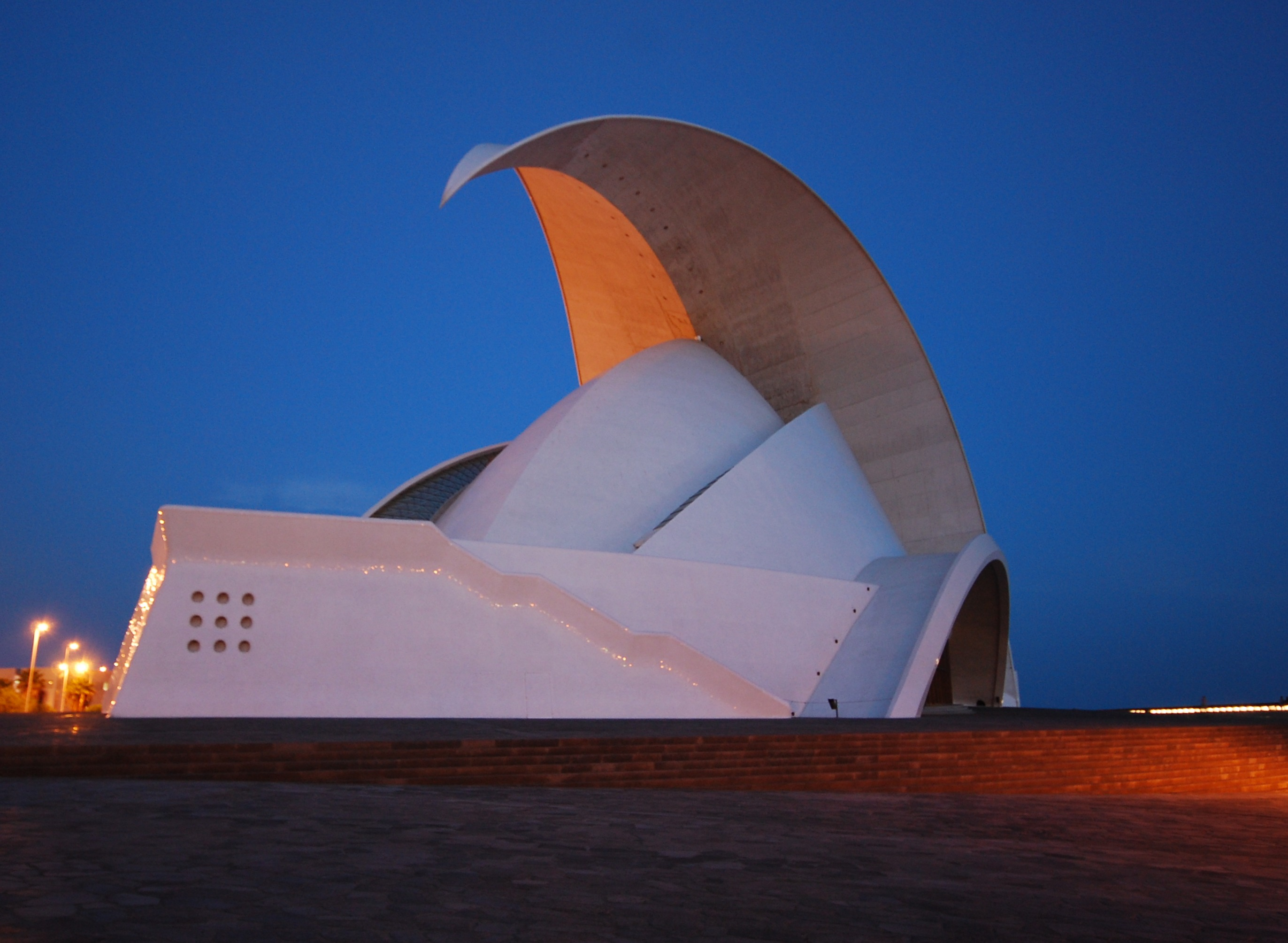
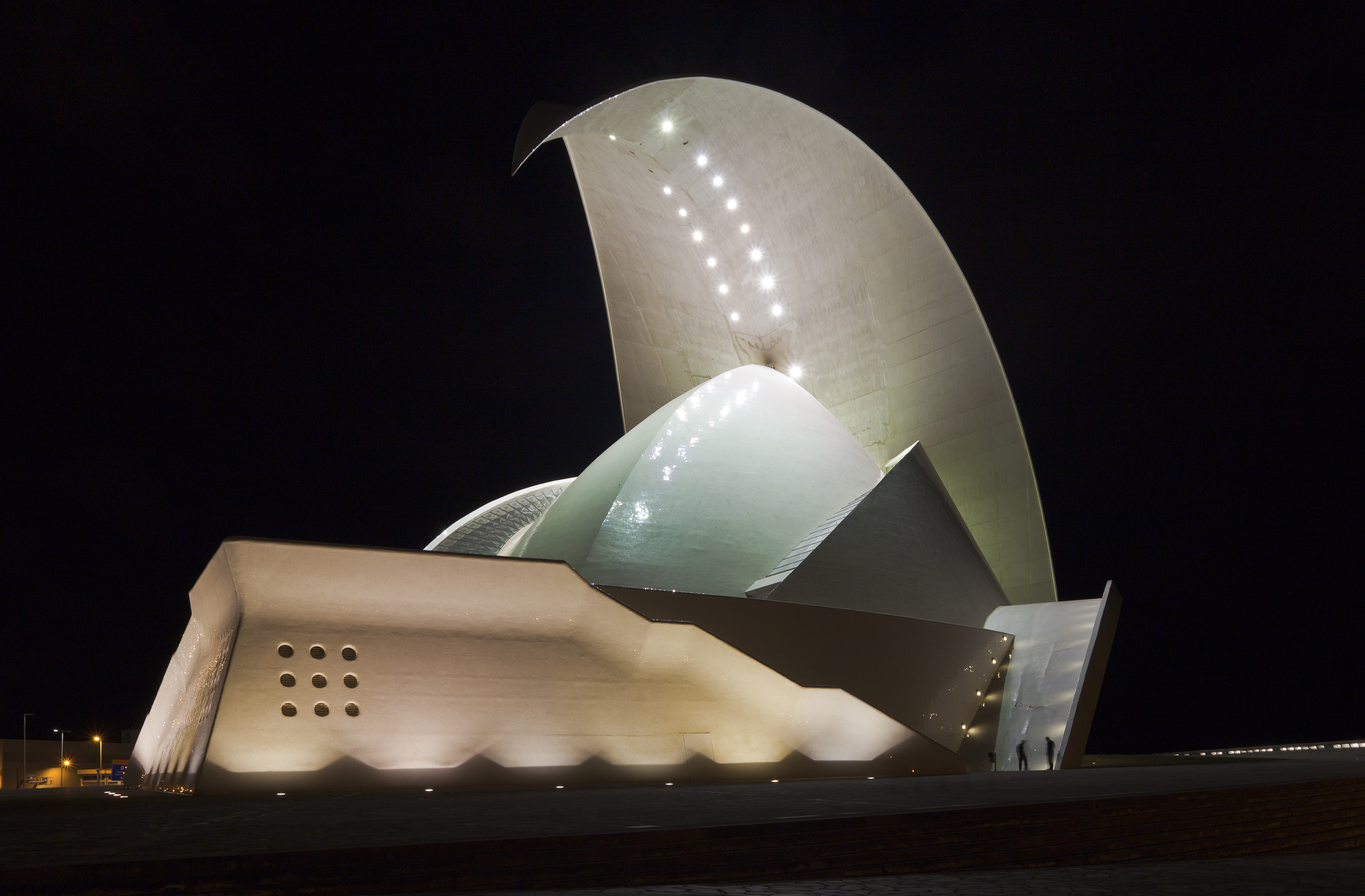